# Serhij Żadan
Serhij Wiktorowycz Żadan, ukr. Сергій Вікторович Жадан (ur. 23 sierpnia 1974 w Starobielsku) – ukraiński prozaik, poeta, eseista, dramaturg, tłumacz literatury pięknej i piosenkarz. Jest także aktywnym animatorem życia literackiego Ukrainy i uczestnikiem multimedialnych projektów artystycznych, a od wybuchu wojny rosyjsko-ukraińskiej w 2022 organizuje i wspiera transporty leków, żywności, środków higieny dla ludności cywilnej oraz samochodów dla szpitali walczącego Charkowa.

## Kariera
W 1992 był jednym z organizatorów charkowskiej neofuturystycznej grupy literackiej „Czerwona Fura”. Absolwent i wykładowca ukrainistyki oraz germanistyki w Charkowskim Narodowym Uniwersytecie Pedagogicznym im. Hryhorija Skoworody w Charkowie. W latach 1996–1999 studiował w szkole podyplomowej tej samej uczelni. Obronił rozprawę poświęconą ukraińskiemu futuryzmowi: Poglądy filozoficzne i estetyczne Mychajła Semenki (2000).
Od 2004 współpracował z Yara Arts Group z La MaMa Experimental Theatre w Nowym Jorku, współtworząc spektakle: „Koliada: Twelve Dishes” (2005), „Underground Dreams” (2013–2014), „Hitting Bedrock” (2015) oraz „1917–2017. Tychyna, Żadan i psy” (2016–2017). Jego książka Гімн демократичної молоді (Hymn demokratycznej młodzieży, 2006) została zaadaptowana na scenę i wystawiona w Narodowym Akademickim Teatrze Dramatycznym im. Iwana Franki w Kijowie.
Brał czynny udział w charkowskim Euromajdanie. Został ranny podczas obrony budynku Charkowskiej Obwodowej Administracji Państwowej przed napaścią działaczy prorosyjskich. Podczas szturmu słychać było strzały; w rezultacie, według Rady Miasta Charkowa, 97 osób zostało rannych, 76 z nich trafiło do szpitali pogotowia i szpitala rejonowego.
Jego wiersze: Szpieg, Kapelan i Igła stanowiły część instalacji „Blind Spot” dla Pawilonu ukraińskiego na Biennale w Wenecji (maj-lipiec 2015). W latach 2016–2019 był członkiem komitetu Narodowej Nagrody im. Tarasa Szewczenki.
W grudniu 2016 był jednym z sygnatariuszy apelu Międzynarodowego Festiwalu Literatury w Berlinie, który sprzeciwiał się „kampanii bombardowania w syryjskim mieście Aleppo”, zainicjowanej przez Władimira Putina. Opowiadał się także za uwolnieniem z rosyjskiego więzienia nielegalnie skazanego ukraińskiego reżysera Ołeha Sencowa.
Na podstawie jego książki Ворошиловград (Woroszyłowgrad) powstał film fabularny Dzikie pole (Дике поле; reż. Jarosław Łodygin, 2018).
Jest autorem libretta do opery Вишиваний. Король України (Wyszywany. Król Ukrainy), wystawionej w październiku 2021 w Charkowie, poświęconej postaci Wilhelma Habsburga-Lotaryńskiego (1885-1948) – austriackiego arcyksięcia, który poświęcił życie dla sprawy niepodległego państwa ukraińskiego.
W październiku 2022 ukazały się w Berlinie jego zapiski z walczącego Charkowa, opracowane w Niemczech i wydane przez Suhrkamp Verlag jako pierwodruk, przed edycjami w innych językach pt. Himmel über Charkiw. Nachrichten vom Überleben im Krieg (Niebo nad Charkowem). Stanowią opis bieżących wydarzeń z życia Żadana, pomagającego mieszkańcom swojego miasta w czasie pierwszych sześciu miesięcy wojny, „w społeczeństwie, które w ciągu ostatnich ośmiu lat nauczyło się, co znaczy siła bycia razem”.
W 2024 roku wstąpił do ukraińskiej Gwardii Narodowej.
Tłumaczy poezję z niemieckiego (m.in. Paul Celan, Rainer Maria Rilke), angielskiego (m.in. Charles Bukowski), białoruskiego (m.in. Andrej Chadanowicz), rosyjskiego (m.in. Kiriłł Miedwiediew) i polskiego (m.in. Czesław Miłosz, Marcin Świetlicki). Twórczość Żadana była tłumaczona na język niemiecki, angielski, polski, serbski, chorwacki, litewski, białoruski, rosyjski i ormiański.
Polskimi tłumaczami jego książek są: Ola Hnatiuk, Michał Petryk, Jacek Podsiadło, Adam Pomorski, Renata Rusnak i Bohdan Zadura.
Był wiceprzewodniczącym Związku Pisarzy Ukrainy (APU) w latach 2000–2004. Jest członkiem ukraińskiego PEN Clubu.
Dwukrotnie żonaty. Ze Switłana Oleszko (1973-2024), założycielką i dyrektorką Teatru Studio Arabesky w Charkowie, ma syna Iwana (ur. 1996). 13 grudnia 2009 poślubił Irynę Kunicynę, pracującą wówczas w charkowskim wydawnictwie „Folio” (publikującym książki Żadana), z którą ma córkę Marię.
Mieszka i tworzy w Charkowie.

## Nagrody i wyróżnienia
Laureat wielu nagród, między innymi nagrody ukraińskiego ugrupowania literackiego Bu-Ba-Bu za najlepszy wiersz roku 1998. W 2006 otrzymał niemiecką Nagrodę im. Huberta Burdy, przyznawaną młodym poetom Europy Środkowo-Wschodniej. W 2009 otrzymał Nagrodę literacką im. Josepha Conrada-Korzeniowskiego, przyznawaną przez Instytut Polski w Kijowie, składającą się z nagrody pieniężnej oraz półrocznego stypendium w Polsce w ramach programu stypendialnego Ministra Kultury i Dziedzictwa Narodowego RP „Gaude Polonia”.
Był nominowany do Międzynarodowej Nagrody Literackiej Miasta Gdańska „Europejski Poeta Wolności” w II edycji (2010-2012) za dwujęzyczny tom poezji Etiopia / Ефіопія.
W 2014 otrzymał niemiecką nagrodę „Der Brücke Berlin Literatur- und Übersetzerpreis” („Mosty Berlina”) za powieść Woroszyłowgrad, wydaną przez prestiżowe wydawnictwo Suhrkamp Verlag w Berlinie pt. Die Erfindung des Jazz im Donbass (wraz z tłumaczami na język niemiecki: Sabine Stöhr i Juri Durkotem). Nagroda ta, przyznawana przez niemiecką Fundację BHF Bank, honoruje ważne współczesne dzieło z literatur Europy Środkowej i Wschodniej oraz jego wybitne tłumaczenie na język niemiecki, a jej patronką jest Herta Müller, laureatka literackiej Nagrody Nobla. W tym samym roku powieść ta została uznana przez ukraiński serwis BBC za najlepszą ukraińską książkę dekady (na 10 „najlepszych książek roku” 2005–2014). Kolejnym wyróżnieniem dla Woroszyłowgradu stała się Nagroda Literacka im. Jana Michalskiego (Prix Jan Michalski; Szwajcaria).
W październiku 2015 otrzymał Nagrodę Literacką Europy Środkowej „Angelus” za powieść Месопотамія (Mezopotamia). Za Mezopotamię otrzymał ponadto w 2016 nagrodę prezydenta Ukrainy „Ukraińska książka roku”.
W maju 2017 „za szczególny wkład w kulturę ukraińską i trwałość obywatelstwa” został uhonorowany ukraińską Nagrodą im. Wasyla Stusa.
W 2018 niemiecki przekład jego książki Інтернат (Internat; Suhrkamp Verlag, Frankfurt nad Menem 2018, ISBN 978-3-518-42805-4; tłumacze: Juri Durkot, Sabine Stöhr) został wyróżniony Nagrodą Lipskich Targów Książki.
W lipcu 2021 ogłoszono przyznanie pisarzowi amerykańskiej Nagrody Dereka Walcotta za poezję (za 2020 rok), w związku z wydaniem amerykańskiego wyboru poezji A New Orthography, w tłumaczeniu Johna Hennessy’ego i Ostapa Kina.
W marcu 2022 Komitet Nauk o Literaturze PAN nominował Żadana do Literackiej Nagrody Nobla. W kwietniu 2022 otrzymał Nagrodę Wolności Fundacji Franka Schirrmachera w Zurychu. W maju 2022 otrzymał tytuł Człowieka Roku „Gazety Wyborczej”.
W czerwcu 2022 został laureatem Nagrody Pokojowej Księgarzy Niemieckich „za wybitną kreatywność i humanitarną postawę, z jaką opiekuje się ludźmi w czasie wojny i pomaga im z narażeniem życia” oraz Nagrody Literackiej EBOR za powieść Internat. W lipcu 2022 został laureatem Nagrody im. Hannah Arendt, przyznawanej przez Fundację imienia Heinricha Bölla i niemieckie miasto Brema. W sierpniu 2022 został udekorowany w Lublinie medalem „Lublin Bohaterom”.

## Twórczość literacka
Jest autorem powieści, opowiadań, poezji, esejów i dramatów. Wiodącym tematem jego twórczości jest postsowiecka rzeczywistość na Ukrainie. Styl Żadana charakteryzuje potoczny, często obsceniczny język.

### w języku ukraińskim[36]
Zbiory poetyckie:
- Рожевий дегенерат (Rozhevyy dehenerat; maszynopis powielany, w ramach tzw. „samwydawu”; „Чуйко & Сини”, Charków 1993)[37][38];
- Генерал Юда (Heneral Yuda; Український письменник, Kijów 1995);
- Цитатник. Вірші для коханок і коханців (Tsytatnyk. Virshi dlya kokhanok i kokhantsiv; Смолоскип, Kijów 1995);
- Пепсі (Pepsi; Майдан, Charków 1998);
- Балади про війну і відбудову. Нова книга віршів (Balady pro viynu i vidbudovu. Nova knyha virshiv; Кальварія, Lwów 2001);
- Історія культури початку століття (Istoriya kulʹtury pochatku stolittya; Критика, Kijów 2003);
- Марадона. Нова книга віршів (Maradona. Nova knyha virshiv; zawiera ponadto przekłady twórczości Marcina Świetlickiego, Charlesa Bukowskiego i Paula Celana; Фоліо, Charków 2007);
- Ефіопія (Efiopiya; zawiera część „Komentarze” z pięcioma opowiadaniami; Фоліо, Charków 2009);
- Вогнепальні й ножові (Vohnepalʹni y nozhovi; Klub Książki „Rodzinny Klub Wypoczynku”, Charków 2012);
- Життя Марії. Книга віршів і перекладів (Zhyttya Mariyi. Knyha virshiv i perekladiv; zawiera także przekłady Rainera Marii Rilkego i Czesława Miłosza; Meridian Czernowitz; Книги – ХХІ, Czerniowce 2015);
- Тамплієри. Нові вірші, 2015–2016 (Tampliyery. Novi virshi, 2015–2016; Meridian Czernowitz; Книги – ХХІ, Czerniowce 2016);
- Антена (Antena; Meridian Czernowitz, Czerniowce 2018);
- Список кораблів. Нові вірші, 2018–2019 (Spysok korabliv. Novi virshi, 2018–2019; Meridian Czernowitz, Czerniowce 2020);
- Псалом авіації (Psalom aviatsiyi; Meridian Czernowitz, Czerniowce 2021).

Powieści:
- Депеш Мод (Depesh Mod; Фоліо, Charków 2004);
- Anarchy in the UKR (Фоліо, Charków 2005);
- Ворошиловград (Voroshylovhrad; Фоліо, Charków 2010);
- Месопотамія (Mesopotamiya; powieść w formie opowiadań i 30 wierszy; Klub Książki „Rodzinny Klub Wypoczynku”, Charków 2014);
- Інтернат (Internat; Meridian Czernowitz, Czerniowce 2017).

Opowiadania, eseje:
- Біґ Мак (Big Mak; 6 opowiadań; Критика, Kijów 2003);
- Гімн демократичної молоді (Himn demokratychnoyi molodi; Фоліо, Charków 2006);
- Трициліндровий двигун любові (Trytsylindrovyy dvyhun lyubovi; wspólnie z Jurijem Andruchowyczem i Lubką Dereszem; Фоліо, Charków 2007);
- Біґ Мак та інші історії (Big Mak ta inshi istoriyi; 15 opowiadań; Фоліо, Charków 2011);
- Палата № 7 (Palata № 7; wspólnie z Ładą Łuziną; Фоліо, Charków 2013);
- Біґ Мак. Перезавантаження (Big Mak. Perezavantazhennya; 20 opowiadań; Klub Książki „Rodzinny Klub Wypoczynku”, Charków 2015);
- Коли спаде спека (Koly spade speka; Лілея-НВ, Iwano-Frankiwsk 2015; felietony z lat 2010–2013, publikowane na „tsn.ua”; książka pod jedną okładką ze zbiorem Mirka Bodnara pt. Бриколаж [„Brykolazh”]);
- ДНК (DNK; autor pomysłu i jednego z tekstów; Klub Książki „Rodzinny Klub Wypoczynku”, Charków 2016).
- Арабески (Arabeski, Meridian Chernovits, Czerniowce, 2024)

Dramaty:
- Хлібне перемир'я (Khlibne peremyr’ya; Meridian Czernowitz, Czerniowce 2020);
- Вишиваний. Король України (Vyshyvanyy. Korolʹ Ukrayiny; Meridian Czernowitz, Czerniowce 2020 [właśc. 2021]).

### Przekłady na język polski
- Historia kultury początku stulecia i inne wiersze (poezje; tłum. Bohdan Zadura; Biuro Literackie, Wrocław 2005, ISBN 83-8851-578-0; wydanie 2: Biuro Literackie, Kołobrzeg 2022, ISBN 978-83-67249-10-2);
- Big Mac (opowiadania; tłum. Michał Petryk; Wydawnictwo Czarne, Wołowiec 2005, ISBN 83-89755-17-3, seria: Inna Europa, Inna Literatura; wydanie 2: Wydawnictwo Czarne, Wołowiec 2022, ISBN 978-83-8191-550-2);
- Depeche Mode (powieść; tłum. Michał Petryk; Wydawnictwo Czarne, Wołowiec 2006, ISBN 83-89755-51-3, seria: Inna Europa, Inna Literatura; wydanie 2: Wydawnictwo Czarne, Wołowiec 2022, ISBN 978-83-8191-493-2);
- Ukraina (tłum. Renata Rusnak; współautor: Taras Prochaśko; Wydawnictwo Nemrod, Kraków 2006, ISBN 83-9235-875-9);
- Anarchy in the UKR (powieść; tłum. Michał Petryk, Wydawnictwo Czarne, Wołowiec 2007, ISBN 978-83-89755-98-8, seria: Inna Europa, Inna Literatura; wydanie 2: Wydawnictwo Czarne, Wołowiec 2022, ISBN 978-83-8191-527-4);
- Hymn demokratycznej młodzieży (opowiadania; tłum. Michał Petryk, Wydawnictwo Czarne, Wołowiec 2007, ISBN 978-83-7536-024-0, seria: Inna Europa, Inna Literatura; wydanie 2: Wydawnictwo Czarne, Wołowiec 2022 ISBN 978-83-8191-504-5);
- Odsetek samobójstw wśród klaunów (tłum. Michał Petryk; fotografie Jacek Dziaczkowski; Edition.fotoTAPETA, Berlin-Warszawa 2009, ISBN 978-83-6107-204-1; edycja w języku niemieckim: Die Selbstmordrate bei Clowns, Edition.fotoTAPETA, Berlin 2009, ISBN 978-39-4052-404-1);
- Etiopia / Ефіопія (poezje; tom dwujęzyczny; tłum. Ola Hnatiuk i Adam Pomorski; słowo/obraz terytoria, Gdańsk 2011, ISBN 978-83-7453-046-0, seria: Europejski Poeta Wolności);
- Woroszyłowgrad (powieść; tłum. Michał Petryk; Wydawnictwo Czarne, Wołowiec 2013, ISBN 978-83-7536-492-7, seria: Inna Europa, Inna Literatura);
- Mezopotamia (powieść z fragmentami poezji; tłum. Michał Petryk i Adam Pomorski; Wydawnictwo Czarne, Wołowiec 2014, ISBN 978-83-7536-873-4);
- Drohobycz. Księga wierszy wybranych (2014-2016) (tłum. Jacek Podsiadło; ilustracje Olga Czychryk; Państwowy Instytut Wydawniczy, Warszawa 2018, ISBN 978-83-0603-455-4; wydanie 2: Państwowy Instytut Wydawniczy, Warszawa 2022, ISBN 978-83-06-03455-4);
- Internat (powieść; tłum. Michał Petryk; Wydawnictwo Czarne, Wołowiec 2019, ISBN 978-83-8049-813-6);
- Antena (poezje; tłum. Bohdan Zadura; Wrocławski Dom Literatury – Wrocławskie Wydawnictwo Warstwy, Wrocław 2020, ISBN 978-83-65502-81-0; wydanie 2: Wrocławski Dom Literatury – Wrocławskie Wydawnictwo Warstwy, Wrocław 2022, ISBN 978-83-65502-64-3).
- W mieście wojna (kronika wojny, wpisy na Facebooku 2022-2023, tłum. Michał Petryk, wiersze przełożyli Michał Petryk i Jacek Podsiadło, wstęp Wiera Meniok, Wydawnictwo Czarne, Wołowiec 2024, ISBN 978-83-8191-845-9);
- Skrypnykówka (poezje; tłum. Bohdan Zadura; Biuro Literackie, Kołobrzeg 2025, ISBN 978-83-68310-09-2).
- Arabeski (opowiadania; tłum. Michał Petryk; Wydawnictwo Czarne, Wołowiec 2025, ISBN 978-83-8396-106-4)

Jego twórczość publikowała m.in. „Literatura na świecie” (m.in. Wiersze oraz Dziesięć sposobów zabijania Johna Lennona – w tłumaczeniu Bohdana Zadury), „Krytyka Polityczna”, a także: „Pociag 76” (2008), „Twórczość” (2005, nr 12); „Radar” (2010, nr 1: Czas, kiedy zatrzymuje się słońce / Час, коли сонце зупиняється), „Akcent” (2006, nr 2).
Jego poezje stanowią część dwóch antologii Bohdana Zadury: Wiersze zawsze są wolne. Przekłady z poezji ukraińskiej (m.in. Warszawa, [Dwudziestego kwietnia spadł deszcz], Harcerka N., Niekomercyjne kino i in.; Biuro Literackie – Kolegium Europy Wschodniej im. Jana Nowaka-Jeziorańskiego, Wrocław 2005, ISBN 83-8851-563-2; wydanie 2: Biuro Literackie – Kolegium Europy Wschodniej im. Jana Nowaka-Jeziorańskiego, Wrocław 2007, ISBN 978-83-60602-46-1) oraz 100 wierszy wolnych z Ukrainy ([Wielcy poeci smutnych czasów], [Za dużo polityki, we wszystkim]; Biuro Literackie, Kołobrzeg 2022, ISBN 978-83-67249-06-5).
W 2012 pod redakcją Żadana i Moniki Sznajderman ukazała się polsko-ukraińska antologia esejów Dryblując przez granice. Polsko-ukraińskie Euro 2012 (autor tekstów: Ludzie, którzy grają w piłkę. Przedmowa oraz Czarne złoto nadziei. Donieck; pozostali autorzy: Jurij Andruchowycz, Marek Bieńczyk, Natasza Goerke, Paweł Huelle, Piotr Siemion, Natalka Śniadanko, Ołeksandr Uszkałow; fotografie: Kirił Gołowczenko; Wydawnictwo Czarne, Wołowiec, ISBN 978-83-7536-357-9, seria: Sulina).
Jest także współautorem antologii Zwrotnik Ukraina (pod redakcją Jurija Andruchowycza; autor tekstu: Zima trwa cztery miesiące; pozostali autorzy: Jurij Andruchowycz, Jewgienija Biełorusiec, Alisa Ganijewa, Wilfried Jilge, Tania Malarczuk, Kateryna Miszczenko, Katia Pietrowska, Martin Pollack, Jurko Prochaśko, Mykoła Riabczuk, Timothy Snyder, Andrzej Stasiuk, Anton Szechowcow; Wydawnictwo Czarne, Wołowiec 2014, ISBN 978-83-7536-840-6, seria: Sulina), nawiązującej do Euromajdanu i wydarzeń na Ukrainie w 2014 roku.

## Kariera muzyczna
Regularnie wykonuje swoje utwory w różnych miastach Ukrainy i Europy Zachodniej, m.in. z towarzyszeniem muzyków ukraińskich. W 2008 nawiązał współpracę z zespołem „Собаки в космосі” („Sobaky w kosmosi” – „Psy w kosmosie”) grającym muzykę ska. Zespół zmienił nazwę na „Жадан і Собаки” („Żadan i Sobaky” – „Żadan i Psy”; czasem również występowali pod nazwą „Żadan i Sobaky w kosmosi” – „Żadan i Psy w kosmosie”). Wspólnie wydali pięć albumów:
- Sportywnyj kłub armiji (Спортивний клуб армії – Wojskowy klub sportowy, 2008);
- Zbroja prołetariatu (Зброя пролетаріату – Broń proletariatu, 2012);
- Byjsia za neji (Бийся за неї – Walcz za nią, 2014);
- Psi (Пси – Psy, 2016)[42];
- Madonna (Мадонна – Madonna, 2019).

Zespół występował kilkukrotnie w Polsce. W sierpniu i wrześniu 2022 odbyła się trasa koncertowa, obejmująca m.in. koncerty we Wrocławiu, Poznaniu, Gdańsku, Warszawie i Krakowie.
Wcześniej pisarz współpracował z ukraińskim zespołem Luk, którego teksty oparte są w znacznej mierze na twórczości poety (w szczególności pierwszy album pt. Tourist Zone [Strefa turystyczna], 2002).
Występuje ponadto z ukraińskim zespołem Linia Mannerheima, wspólnie z Olegiem Kadanowem i Eugenem Turczynowem.
W 2021 Żadan nagrał album pt. Fokstroty z Jurijem Gurżim – urodzonym na Ukrainie a mieszkającym w Berlinie muzykiem, DJ-em i producentem.
24 sierpnia 2022 zaprezentowano w internecie piosenkę „Ukraina”, dotyczącą wojny rosyjsko-ukraińskiej, nagraną przez Żadana z Kazikiem Staszewskim. W ciągu pierwszej doby odtworzono ją w serwisie YouTube ponad 120 tysięcy razy.